# Le Voyage imaginaire
Pour plus de détails, voir Fiche technique et Distribution.
Le Voyage imaginaire est un film français réalisé par René Clair en 1925 et sorti en 1926.

## Synopsis
Un employé de banque amoureux d'une dactylo s'endort, et fait des rêves étranges.

## Fiche technique
- Réalisation et scénario : René Clair, assistant réalisateur : Claude Autant-Lara
- Décors : Robert Gys
- Photographie : Jimmy Berliet et Amédée Morrin
- Société de production : Georges Loureau
- Format : Noir et blanc - Muet - 1,33:1 - 35 mm
- Genre : Comédie dramatique
- Durée : 80 minutes[1]
- Dates de sortie :
  - 14 octobre 1925 (presse)
  - France : 30 avril 1926

## Distribution
- Dolly Davis : Lucie - une dactylo
- Jean Börlin : Jean
- Albert Préjean : Albert
- Jim Gérald : Auguste
- Paul Ollivier : Le directeur de la banque
- Maurice Schutz : La sorcière
- Yvonne Legeay : La mauvaise fée
- Marguerite Madys : Urgel - la bonne fée
- Louis Pré fils